# Center (Texas)
Center es una ciudad ubicada en el condado de Shelby en el estado estadounidense de Texas. En el Censo de 2010 tenía una población de 5.193 habitantes y una densidad poblacional de 308,7 personas por km².

## Geografía
Center se encuentra ubicado en las coordenadas 31°47′40″N 94°10′47″O / 31.79444, -94.17972. Según la Oficina del Censo de los Estados Unidos, Center contiene una superficie total de 16.82 km², de la cual 16.79 km² corresponden a tierra firme y (0.17%) 0.03 km² es de agua.

## Demografía
Según el censo de 2010, había 5.193 personas residiendo en Center. La densidad de población era de 308,7 hab./km². De los 5.193 habitantes, Center estaba compuesto por el 45.83% blancos, el 33.14% eran afroamericanos, el 0.29% eran amerindios, el 0.79% eran asiáticos, el 0% eran isleños del Pacífico, el 18.22% eran de otras razas y el 1.73% pertenecían a dos o más razas. Del total de la población el 26.09% eran hispanos o latinos de cualquier raza.